# Mniadelphus mittenii
Mniadelphus mittenii là một loài Rêu trong họ Hookeriaceae. Loài này được (Bosch & Sande Lac.) Müll. Hal. mô tả khoa học đầu tiên năm 1874.